# Ophidiaster easterensis
Ophidiaster easterensis är en sjöstjärneart som beskrevs av Rudolf Christian Ziesenhenne 1964. Ophidiaster easterensis ingår i släktet Ophidiaster och familjen Ophidiasteridae. Inga underarter finns listade i Catalogue of Life.